# San Pablo (Barva)
San Pablo è un distretto della Costa Rica facente parte del cantone di Barva, nella provincia di Heredia.
San Pablo comprende 3 rioni (barrios):
- Alto de Abra
- Cementerio
- Ibís